# Máxima Acuña

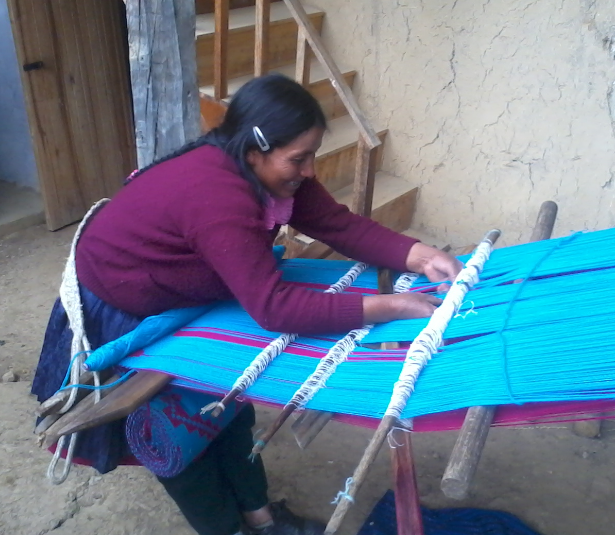
Máxima Acuña (2015)

Máxima Acuña Atalaya (geb. um 1970) ist eine peruanische Bäuerin aus dem Gebiet Cajamarca, die durch ihre Auseinandersetzung um ihr Land mit den Betreibern der Yanacocha-Mine bekannt und dafür im Jahr 2016 mit Goldman Environmental Prize geehrt wurde.

## Leben
Máxima Acuña lebt mit ihrem Ehemann Jaime Chaupe und ihren drei Kindern in einer abgelegenen Region im nördlichen Hochland von Peru. Die Familie bewirtschaftet in Subsistenz (vgl. Landwirtschaft in Entwicklungsländern) ein Stück Land von 27 ha in 3.249 Metern Höhe in Tragadero Grande (Distrikt Sorochuco, Provinz Celendín, Cajamarca), das die Eheleute im Jahr 1994 erwarben. Mit ihrem einheimischen Fachwissen webt und näht Acuña Kleidungsstücke und verwendet die Vegetation zum Färben von Stoffen. Sie verkauft diese Webereiprodukte und Getreide auf dem Markt.
Im Jahr 2011 übernahmen Newmont Mining (USA) und Buenaventura (Peru), die Betreiber der nahegelegenen Yanacocha-Gold- und Kupfermine, eine Fläche von 2.000 Hektar, um die Mine mit dem Projekt Conga um einen weiteren Tagebau zu erweitern. Betroffen von den Ausbauplänen ist auch das Land, das Acuña besitzt. Sie weigerte sich, ihr Land für das Projekt Conga freizugeben, denn die geplante Tagebau-Mine würde vier Bergseen zerstören und die Grundwasservorräte in den hohen Anden von Cajamarca kontaminieren und erschöpfen. Die Yanacocha-Mine war bereits im Jahr 2000 für einen Quecksilberunfall verantwortlich, der mehr als 1.200 Dorfbewohner in der im Distrikt Magdalena gelegenen Ortschaft Choropampa vergiftete.

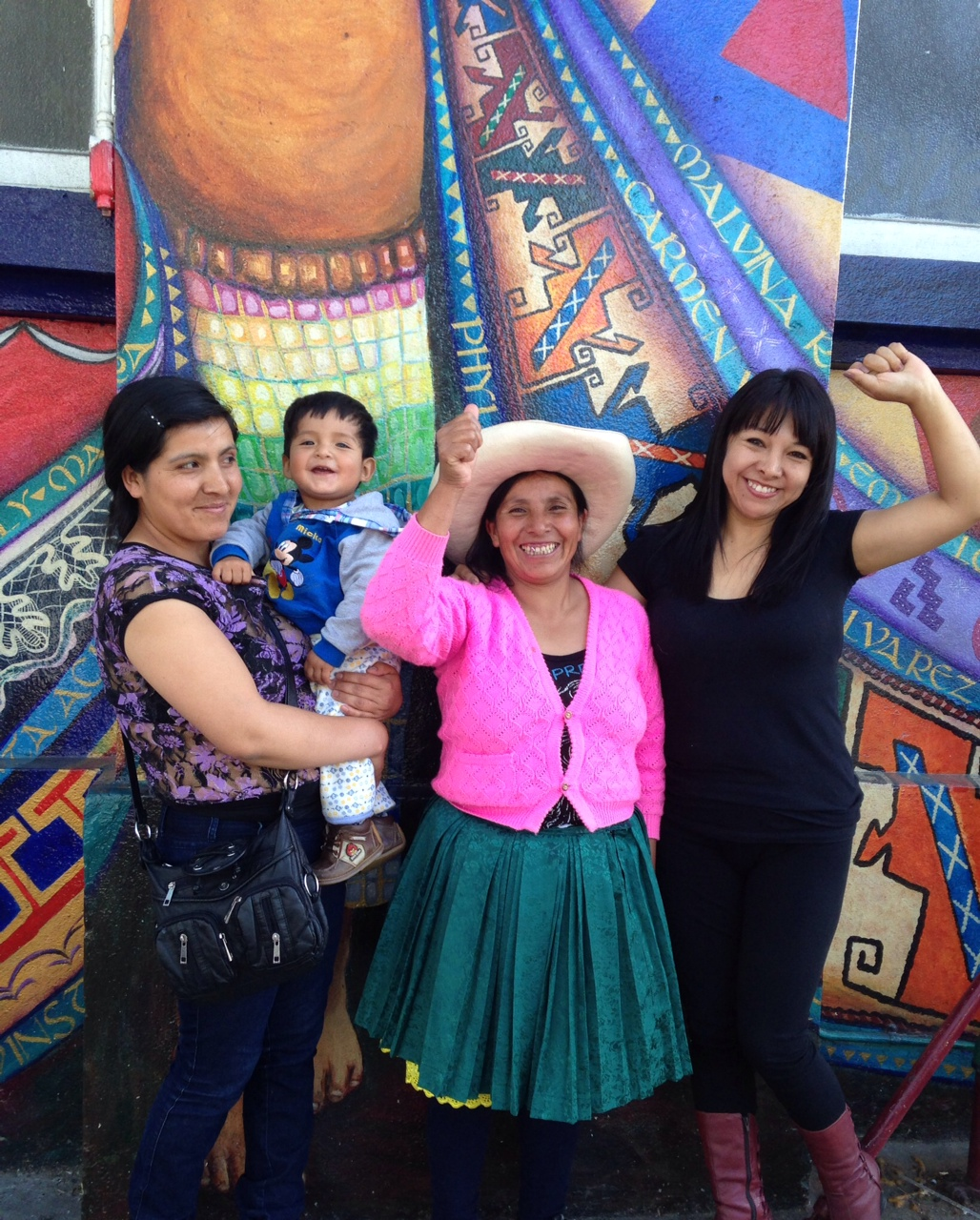
Máxima Acuña Atalaya (Mitte) mit ihrer Tochter Ysidora Chaupe Acuña (links), Enkelsohn Máximo und Mirtha Vásquez Chuquilín (rechts), 2016

Damit wurde die Familie zum Ziel von Zwangsräumungsversuchen, Drohungen und Einschüchterungen der Special Operations Division der peruanischen Nationalpolizei (DINOES). Im Mai 2011 fand der erste Vorfall statt. Am 9. August 2011 der zweite, im Zuge dessen wurde sie, laut ihren Angaben, von einer Gruppe von Bergbau-Ingenieuren der Yanacocha-Mine besucht. Diese kamen in Begleitung von privaten Sicherheitskräften und der Polizei. Sie drangen auf ihr Grundstück ein und rissen die Zäune und ihr Haus nieder. Versuche die Vorgänge bei der Polizei anzuzeigen wurden von dieser ignoriert. Stattdessen kamen im Sommer die Ingenieure in Begleitung eines großen Kontingents von Polizei und Soldaten und schweren Bergbaugeräten zurück. Dabei zerstörten und beschlagnahmten sie ihren gesamten Besitz, schlugen sie und ihre Tochter bewusstlos und hielten ihrem Mann und ihrem Sohn Maschinengewehre an den Kopf.
Die peruanische Polizei schritt am 3. Juli 2012 gegen Anti-Bergbau-Proteste ein. Sie eröffnete dabei das Feuer in die Menschenmenge und erschoss 4 Demonstranten. Dutzende wurden verletzt. Unmittelbar nach diesem Vorfall wurde durch Präsident Ollanta Humala der Notstand ausgerufen und die Bürgerrechte eingeschränkt.
2012 übernahm die Rechtsanwältin (und spätere Premierministerin) Mirtha Vásquez die Verteidigung Máxima Acuñas. Im Oktober 2012 erhielt Acuña Unterstützung durch 200 Demonstranten, viele in Begleitung ihrer Kinder, die am Land von Acuña campierten, um die Bergseen zu verteidigen. Wenige Tage danach, am 29. Oktober wurde sie von einem Gericht für schuldig befunden, das Land der Yanacocha-Mine illegal besetzt zu haben. Das Urteil wurde 2014 vom Revisionsgericht bestätigt. Im Februar und September 2016 drang der Sicherheitsdienst des Bergbauunternehmens neuerlich auf das Grundstück von Acuña ein, rodete deren Acker, der zur Selbsternährung diente, und rechtfertigte dies mit legaler Notwehr zur Verteidigung des Eigentums des Unternehmens.
Die Campesiños aus den Provinzen Cajamarca, Celendín und Hualgayoc, die gegen das Conga-Projekt vorgingen, wurden wiederholt zum Ziel von Bedrohungen und Gewalt. Daraufhin hat die Interamerikanische Kommission für Menschenrechte (IACHR) der Organisation Amerikanischer Staaten (OAS) eine Resolution erlassen, die den Staat Peru dazu auffordert, Maßnahmen zum Schutz der Campesiños zu ergreifen. Konkret wurde darin gefordert, ihr Leben und ihre körperliche Unversehrtheit sicherzustellen, diese Maßnahmen mit den Betroffenen abzustimmen, als auch über die geschehenen Gewaltvorfälle zu ermitteln und der Kommission davon zu berichten.
Am 17. Dezember 2014 hob ein Gericht die Verurteilung Acuñas zu drei Jahren Haft und auch die Verweisung von ihrem Land, auf. Ein weiteres Ergebnis dieses juristischen Siegs war es, dass die Conga-Mine aus dem Gebiet des Tragadero Grande ferngehalten wurde. Acuña erhielt am 16. März 2016 den Goldman-Umweltschutzpreis ausgezeichnet, weil sie für ihr Recht einstand, friedlich ihre Lebensgrundlagen auf ihrem eigenen Land zu bestreiten.
Der Freispruch vom 17. Dezember 2014 wurde 2017 vom Obersten Landesgericht bestätigt und das Verfahren gegen Acuña endgültig eingestellt. Die zweite Kammer des Appellationsgerichts Cajamarca entschied 2018 im Sinne Acuñas und verhalf so ihrer Anwältin Mirtha Vásquez zu einem publikumswirksamen Erfolg vor Gericht.